# 史常
史常，字元亨，直隸溧阳人，明朝政治人物。进士出身。

## 生平
永樂十三年（1415年）乙未科進士。曾任福建建宁府知府。

## 延伸阅读
[在维基数据编辑]